# Privilegio de pobreza (Chile)

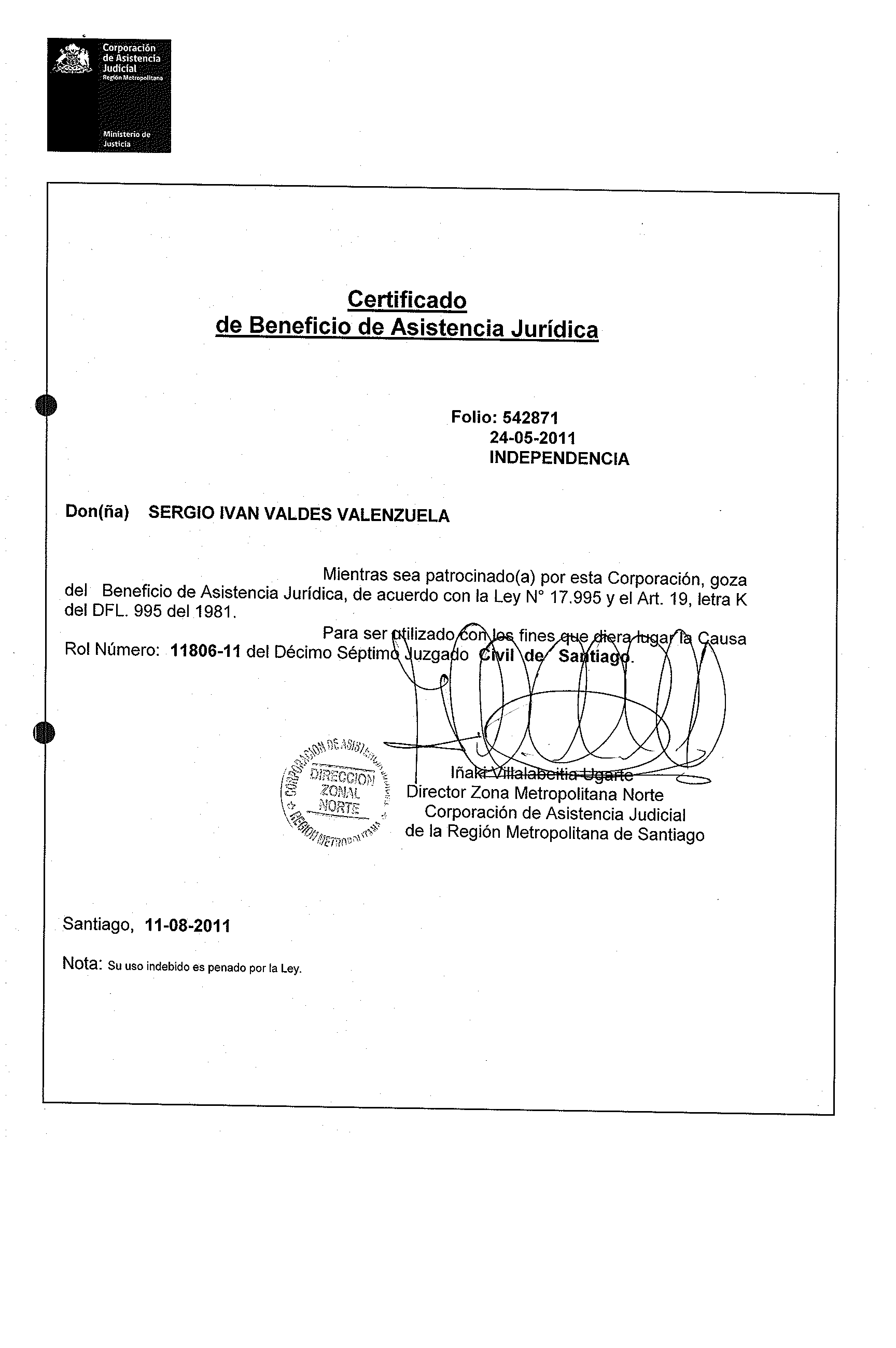
Certificado que acredita el Beneficio de Asistencia Jurídica

El privilegio de pobreza o beneficio de asistencia jurídica (BAJ), es un beneficio establecido por la ley chilena para las personas de escasos recursos que les permite acceder gratuitamente a los servicios judiciales, a la atención letrada realizada por los abogados y a los servicios prestados por los demás órganos judiciales.
El privilegio de pobreza es una manifestación del derecho a la defensa jurídica y del principio de subsidiariedad del Estado.

## Beneficios que otorga
En términos prácticos, el privilegio de pobreza permite acceder a los siguientes servicios:
- Patrocinio gratuito de abogado de la Corporación de Asistencia Judicial.
- Acceso gratuito a diligencias realizadas por receptor judicial de turno (notificaciones, embargos, inscripciones, informaciones sumarias, desalojos, audiencia testimonial, audiencia de absolución de posiciones).
- Acceso gratuito a inscripciones y certificaciones del Conservador de Bienes Raíces.
- Acceso gratuito a los informes del defensor público de turno.
- Acceso gratuito a escrituras ante notario de turno.
- Acceso gratuito a desarchivos en el Archivo judicial y el Archivo Nacional.
- Acceso gratuito a publicaciones en el Diario Oficial.
- Acceso gratuito a la obtención de copia del expediente del proceso que obra en tribunales.
- Derecho a no ser condenado a pagar las costas del proceso.[3]

## Clases

### Privilegio de pobreza legal
El privilegio de pobreza legal es el que tienen las personas atendidas por una Corporación de Asistencia Judicial. Se les concede este beneficio por el solo ministerio de la ley. En la práctica, el abogado jefe del consultorio jurídico emite de manera digital e interna el documento que acredita que el patrocinado está favorecido con el Beneficio de Asistencia Jurídica.

### Privilegio de pobreza judicial
El privilegio de pobreza judicial es aquel que tiene su fuente en una resolución judicial, se tramita en cuaderno separado y al momento de solicitarlo se deben expresar los motivos en que se funde.

## Regulación
El privilegio de pobreza se encuentra regulado en los siguientes cuerpos legales:
- Título XIII del Libro I del Código de Procedimiento Civil, Artículos 129 a 137.

- Título XVII del Código Orgánico de Tribunales, Artículos 591 a 602.